# Jan van Teylingen
Jan van Teylingen (Emden of Leeuwarden, ca. 1602 – Hoorn, 1654) is een van de vele schilders van buiten Hoorn die profiteerde van de toegenomen vraag naar portretten in een stad waar een lokale schilderschool nagenoeg ontbrak.
Hij kwam ca. 1628 naar Hoorn om een functie te bekleden bij de Gecommitteerde Raden van West-Friesland en het Noorderkwartier. Hij kreeg in de jaren daarna diverse portretopdrachten van zowel zijn werkgever als de burgerij van Hoorn. Een aantal van zijn portretten maakt deel uit van de collectie van het Westfries Museum in Hoorn. Het betreft een onderdeel van een serie van portretten van de graven van Nassau en kapiteins uit het Noord-Hollands regiment.
- Biografisch Portaal: 33068737
- International Standard Name Identifier: 0000 0000 6943 5791
- RKD-Nederlands Instituut voor Kunstgeschiedenis: 76953
- Union List of Artist Names: 500012884
- Virtual International Authority File: 95759687